# Pallacanestro ai VII Giochi dell'Estremo Oriente - Torneo maschile
Il VII Campionato di pallacanestro ai Giochi dell'Estremo Oriente si è svolto nel 1925, a Manila.
Il torneo si è svolto in un girone unico a due turni all'italiana.

## Risultati
| Manila maggio 1925 | Repubblica di Cina | 41 – 9 (25-5) | Giappone |  |

| Manila maggio 1925 | Filippine | 40 – 31 (22-16) | Repubblica di Cina |  |

| Manila maggio 1925 | Repubblica di Cina | 24 – 15 (6-5) | Giappone |  |

| Manila maggio 1925 | Filippine | 49 – 27 (26-15) | Repubblica di Cina |  |

## Classifica
| - | Paese              | Formazione                                                                         |
| - | ------------------ | ---------------------------------------------------------------------------------- |
|   | Filippine          |                                                                                    |
|   | Repubblica di Cina |                                                                                    |
|   | Giappone           | Ichiro, Ishibashi, Takamizawa, Yoshio, Kanda, Yutaka, Jun, Kazuo, Makoto, Yasujiro |